# Palamos-Klasse
Die Palamos-Klasse ist eine drei Schiffe umfassende Schwergutschiffsklasse. Die Schiffe wurden zwischen 1996 und 1999 für die Reederei Harren & Partner gebaut, wobei zwei Schiffe an CombiLift verchartert sind. Die Schiffe weisen untereinander alle kleine Abweichungen und Toleranzen auf, sind aber einer Schiffsklasse zuzuordnen.

## Technische Daten
Die Palamos wurde auf der Peene-Werft in Wolgast, die Patria und Parida auf der Pendik Tersanesi Werft bei Istanbul in der Türkei gebaut. Bei den Schiffen handelt es sich um circa 101 m lange Schwergutfrachter mit einer Breite von circa 18 m und einem maximalen Tiefgang von knapp 7 m. Die Tragfähigkeit der Schiffe liegt zwischen 5.100 und 5.700 dwt. Der Schiffstyp ist als RoRo-HeavyLift-Carrier ausgelegt, das heißt, dass Ladung sowohl an und von Bord gefahren als auch gehoben werden kann. Die maximale Hebekapazität der Kräne ist unterschiedlich: Bei der Palamos wurden 2 × 100-t-Kräne (kombiniert im Tandembetrieb 200 t) verbaut, die Patria wurde mit 2 × 150-t-Kräne (kombiniert 300 t) ausgestattet und bei der Parida wurden 2 × 60-t-Kräne (kombiniert 120 t) verbaut. Die Kräne stammen alle von Liebherr. 
Die gesamte Laderaumkapazität schwankt zwischen 9.300 m³ und 10.900 m³. Die Ladefläche kann mit bis zu 10 t/m² belastet werden. Durch die 5.280 kW starke Hauptmaschine von MAN liegt die Höchstgeschwindigkeit der Schiffe bei circa 15 kn. Die Palamos wurde von Bureau Veritas klassifiziert, ihre beiden Schwesterschiffe vom Germanischen Lloyd.
Bei allen Schiffen sind die Aufbauten vorne angeordnet. Dies hat zum einen den Vorteil, dass die Ladefläche weitaus größer als bei einer herkömmlichen Konstruktion ist, zum anderen ist die Deckslast besser gegen Seeschlag o. ä. geschützt. Außerdem wird dadurch erst eine hintere Rampe möglich.

## Schiffe
| Schiff                                            | Palamos                      | Patria                       | Parida                      |
| ------------------------------------------------- | ---------------------------- | ---------------------------- | --------------------------- |
| IMO-Nr.                                           | 9144457                      | 9159921                      | 9159933                     |
| Länge ü.a.                                        | 101,29 m                     | 101,08 m                     | 101,26 m                    |
| Breite                                            | 18,60 m                      | 18,70 m                      | 18,70 m                     |
| Tiefgang                                          | 6,62 m                       | 6,93 m                       | 6,93 m                      |
| Vermessung (BRZ/NRZ)                              | 5.752 / 2.579                | 5.825 / 2.545                | 5.801 / 2.714               |
| Laderaum                                          | 9.300 m³                     | 10.820 m³                    | 10.890 m³                   |
| maximale Decksbelastung                           | 10,00 t/m²                   | 9,80 t/m²                    | 9,80 t/m²                   |
| Tragfähigkeit (dwt)                               | 5.087 t                      | 5.346 t                      | 5.661 t                     |
| Geschwindigkeit                                   | 15 kn                        | 15 kn                        | 15 kn                       |
| Baujahr                                           | 1996                         | 1999                         | 1999                        |
| Baunummer                                         | 476                          | 20                           | 21                          |
| Container im Raum (in TEU)                        | 500                          | 560                          | 600                         |
| Krankapazität (SWL) (alle Kräne an Backbordseite) | 2 × 100 t (200 t kombiniert) | 2 × 150 t (300 t kombiniert) | 2 × 60 t (120 t kombiniert) |

### Palamos

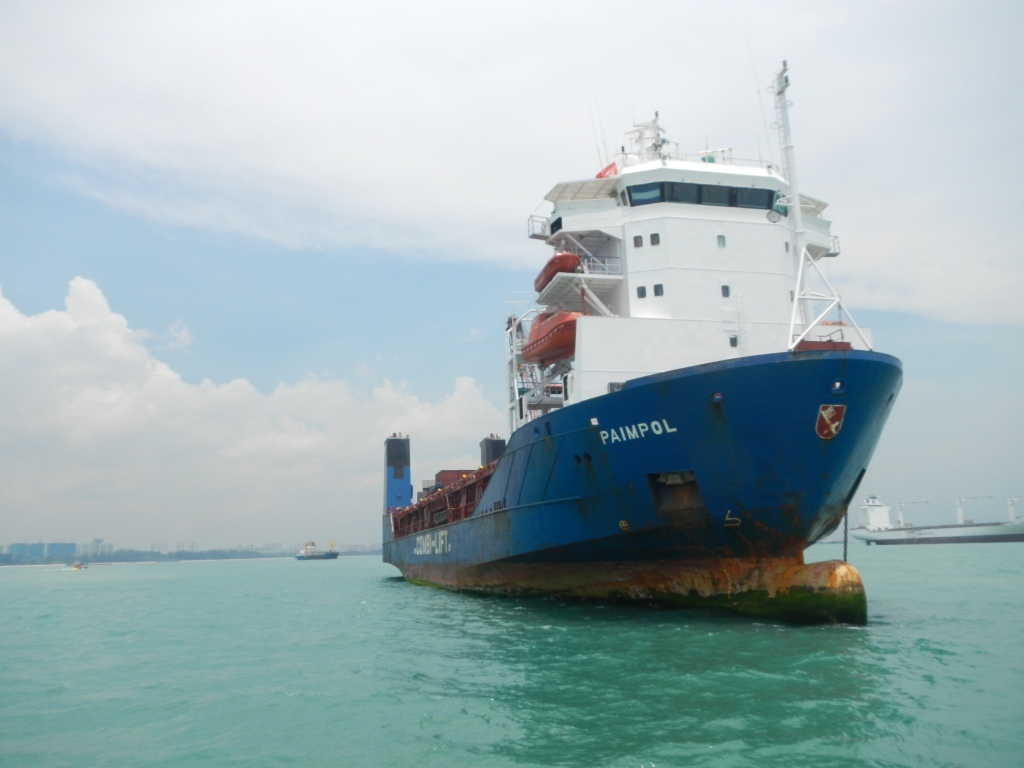
Paimpol in Singapore

Die Palamos wurde 1996 als erstes Schiff in Dienst gestellt. Das Schiff ist von Bureau Veritas klassifiziert und weist die Eisklasse 1C auf, das heißt, es ist ausgestattet für durchschnittliche Eisdicken bis 0,30 m. Das Schiff war an CombiLift verchartert und trug den Charternamen Paimpol. 2012 wurde das Schiff verkauft und am 19. März 2012 in Singapur an den Käufer PT Serasi Shipping Indonesia übergeben. Es kam als Serasi X unter der Flagge Singapurs in Fahrt. Nach einem erneuten Verkauf 2019 wurde das Schiff in Pincess Nabiha umbenannt und unter die Flagge Panamas gebracht.

### Patria
Die Patria wurde 1999 als zweites Schiff in Dienst gestellt. Das Schiff wurde vom Germanischen Lloyd mit der Eisklasse E2 / 1b (bis maximal durchschnittlich 0,5 m Eisdicke) klassifiziert. Die Patria war langfristig an CombiLift verchartert. Die vorherigen Namen des Schiffes waren Fret Savoie und davor Patria. Es fuhr unter der Flagge von Antigua & Barbuda. 2017 wurde es nach Russland verkauft und ohne Namenswechsel unter die Flagge Russlands gebracht.

### Parida
Die Parida wurde ebenfalls 1999 als letztes Schiff in Dienst gestellt und wurde wie die Patria vom Germanischen Lloyd mit der Eisklasse E2 / 1b (bis maximal durchschnittlich 0,5 m Eisdicke) zertifiziert. Die vorherigen Namen waren CFS Parida, Korsoer und Parida. Das Schiff fuhr unter der Flagge Dänemarks. 2017 wurde es nach Norwegen verkauft. Neuer Name des nun unter norwegischer Flagge fahrenden Schiffs wurde Hannah Kristina.